# Бастгайм
Бастгайм (нім. Bastheim) — громада в Німеччині, розташована в землі Баварія. Підпорядковується адміністративному округу Нижня Франконія. Входить до складу району Рен-Грабфельд.
Площа — 41,75 км2. Населення становить 2106 ос. (станом на 31 грудня 2020).